# مهدي سيد صالحي

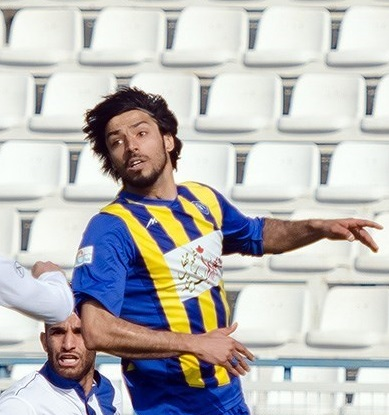

سيد محمد مهدي سيد صالحي ، من مواليد 27 يوليو 1981 في طهران في إيران ، لاعب كرة قدم إيراني.
يلعب مع نادي سيباهان أصفهان.
.

## روابط خارجية
- مهدي سيد صالحي على موقع الاتحاد الدولي (مؤرشف)  (الإنجليزية)
- مهدي سيد صالحي على موقع قاعدة بيانات كرة القدم.إي يو (الإنجليزية)
- مهدي سيد صالحي على موقع Soccerway.com (الإنجليزية)
- مهدي سيد صالحي على موقع عالم كرة القدم.نت (الإنجليزية)